# 洪都拉斯國家電視台
洪都拉斯國家電視台（西班牙語：Televisión Nacional de Honduras / TNH）是洪都拉斯的國家電視台，於1962年6月23日成立。洪都拉斯國家電視台的稱呼為第8頻道（Canal 8）、洪都拉斯國家電視台第8頻道（TNH Canal 8）。

## 外部連結
- 官方網站 （页面存档备份，存于）（西班牙文）
- Canal 8 de Honduras y TeleSur Venezuela firman acuerdo de cooperación （页面存档备份，存于）